# Ben Roy Mottelson
Ben Roy Mottelson (Chicago, 9. srpnja 1926.), danski fizičar američkoga podrijetla. Diplomirao (1947.) na Sveučilištu Purdue u Indiani, a doktorirao (1950.) na Harvardovu sveučilištu. Iste je godine otišao u Dansku, gdje je radio u Institutu za teorijsku fiziku (poslije Institut Nielsa Bohra) u Kopenhagenu. Otkrio je da gibanje subatomskih čestica može atomsku jezgru učiniti nesimetričnom. S A. N. Bohrom i J. Rainwaterom dobio je Nobelovu nagradu za fiziku 1975. za otkriće veze između kolektivnoga gibanja i gibanja čestica u atomskoj jezgri i za razvoj teorije o strukturi atomske jezgre koja počiva na toj povezanosti.

## Model ljusaka
Model ljusaka opisuje jezgru atoma kao da je izgrađena od međusobno neovisnih ljusaka protona i neutrona djelomično analognih ljuskama koje opisuju raspored elektrona u atomu. Razvila ga je M. Goeppert-Mayer (1949.). Stabilnost jezgre ovisi o broju nukleona, a najstabilnije su jezgre punih ljusaka koje imaju magični broj protona i neutrona. One su i sferno simetrične. Nuklearna deformacija u modelu ljusaka je odstupanje jezgre od sferične ili osne simetrije; povezana je s kolektivnim gibanjima nukleona. Ona dovodi do pobuđenja valentnih nukleona, ali i do dinamičkih deformacija (vibracija) te statičkih deformacija (rotacija). Za razvoj modela deformiranih jezgri zaslužni su G. Alaga te A. N. Bohr, B. R. Mottelson i J. Rainwater.